# Giovanni Gargiolli
Giovanni Gargiolli, zvaný také Johannes Fiorentin (* asi 1540 Florencie nebo Fivizzano, † 1608 Livorno (?) (Toskánsko) byl renesanční architekt, císařský dvorní architekt a stavitel císaře Rudolfa II. v Praze a Vídni, doložený také v Olomouci, v Innsbrucku a v Itálii. 

## Život a dílo
Rakouské jméno Johannes Fiorentin bylo pravděpodobně odvozeno z toskánského původu architekta z Florencie, nebo přišlého po praxi ve Florencii. Podle italského biografického slovníku mohlo být rodným městem architekta toskánské město Fivizzano  v provincii Massa-Carrara a datum narození se klade do druhé čtvrtiny 16. století podle údaje, že z Rudolfových služeb byl propuštěn jako "stařec" na odpočinek..
Gargiolli přišel do Prahy na pozvání císaře Rudolfa II. na jaře roku 1585. Buď odešel z hornošvábského města Messkirchu, nebo z Innsbrucku, kde pracoval pro hraběte Johanna von Zimmern, komorníka arcivévody Ferdinanda Tyrolského. 
Roku 1586 byl jmenován dvorním stavitelem Pražského hradu.
- Pro císaře Rudolfa II. vytvořil nejdříve modely hradních staveb pro zamýšlenou přestavbu Pražského hradu, a pak přikročil k jejich realizaci. Císařovy obytné prostory sestávaly ze 107 dlouhé budovy severního křídla Hradu, konírny, lvince, vivaria a terasovitých zahrad (okrasných, botanické a lékárnické), není jisté, zda projektoval také Rudolfovu galerii. K práci si přizval jinak neznámého a pravděpodobně nevýznamného spolupracovníka Antonia Valentiho, který brzy z Prahy odešel.
- Projekt terasovitých zahrad s domkem zahradníka, vily o devíti místnostech, pavilonu míčovny, tří kašen a visuté chodby do zámku v Brandýse nad Labem předložil roku 1586.
- Projekt Císařského mlýna v Bubenči, 100 metrů dlouhé stavby s dochovanou klenutou grottou a jejím portálem, a úpravy lovecké obory.
- V letech 1588-1589 byl placen za nespecifikované císařské stavby ve Vídni.
- Kapli sv. Stanislava v Katedrále sv. Václava v Olomouci projektoval pro olomouckého biskupa Stanislava Pavlovského, objednávka není doložena písemně, stavbu podle stylových znaků připsala Jarmila Krčálová.

Roku 1593 císař Rudolf II. ocenil Gargiolliho zásluhy udělením titulu rytíře.
Po návratu do Itálie pracoval v Livornu, tam pravděpodobně zemřel v doloženém roce 1508.